# Молода Німеччина
Молода Німеччина (нім. Junges Deutschland) — літературний рух молодих, ліберально налаштованих літераторів, який розвинувся у Доберезневий період в Німеччині під впливом  Липневої революції 1830 року у Франції. Твори учасників були заборонені рішенням Франкфуртського бундестагу у 1835 р.
Рішення Франкфуртського бундестагу від 10 грудня 1835 було спрямоване насамперед проти Генріх Гейне (Heinrich Heine), Карла Гуцкова (Karl Gutzkow), Гайнріха Лаубе (Heinrich Laube), Людольфа Вінбарга (Ludolf Wienbarg) і Теодора Мундта (Theodor Mundt). Хоча у рішенні ця група письменників була названа «літературною школою», насправді ні такої школи, ні справжньої групи ніколи не існувало. Ці автори були пов'язані один з одним лише їхніми ліберальними поглядами.
Проте, пізніші історики літератури розглядали цих авторів як ядро молодого німецького руху, до якого пізніше долучалися Адольф Глассбреннер (Adolf Glassbrenner), Густав Кюне (Gustav Kühne), Макс Вальдау (Max Waldau). Основна спільна риса авторів так званої «Молодої Німеччини» була у висловленні протесту проти політичної реакції.